# Heinz-Jürgen Vogels
Heinz-Jürgen Vogels (* 1933 in Berlin) ist ein deutscher katholischer Theologe und Autor.

## Leben
Vogels wurde 1959 in Köln zum Priester geweiht. Von 1967 bis 1979 arbeitete er als wissenschaftlicher Assistent am Albertus-Magnus-Institut in Bonn. 1975 promovierte er an der Universität Mainz zum Doktor der Theologie. 1974 schloss er, nach seiner Interpretation, eine kirchliche Notehe. 1979 heiratete er zivil. Im selben Jahr wurde er vom Priesteramt suspendiert.
Von 1983 bis 1985 war Vogels Leiter der Vorbereitungskommission für die Allgemeine Synode der Verheirateten Priester und ihrer Frauen in Ariccia bei Rom. Von 1986 bis 2002 gehörte er dem Exekutivkomitee der Internationalen Föderation verheirateter katholischer Priester an. Von 1995 bis 2006 war er Lehrbeauftragter für Neues Testament an der Universität Koblenz-Landau.
In seinen Schriften beschäftigt er sich vor allem mit dem Zölibat der katholischen Kirche.

## Schriften
- Christi Abstieg ins Totenreich und das Läuterungsgericht an den Toten. Eine bibeltheologisch-dogmatische Untersuchung zum Glaubensartikel „descendit ad inferos“ (= Freiburger theologische Studien. Bd. 102). Herder, Freiburg im Breisgau 1976 (Dissertation, Universität Mainz, 1974).
- Pflichtzölibat: Eine kritische Untersuchung. Kösel, München 1978; später als: Priester dürfen heiraten: Biblische, geschichtliche und rechtliche Gründe gegen den Pflichtzölibat. Köllen, Bonn 1992; dann als: Zölibat – eine Gabe, kein Gesetz: Biblische, geschichtliche und rechtliche Gründe gegen den Pflichtzölibat. Wehle, Bad Neuenahr 2004.
- Jesus Christus – eine Realität. Schwabenverlag, Ostfildern 1988; Neuauflage: Wehle, Witterschlick 2000.
- Allein gegen den Vatikan. Ein Priester kämpft um sein Recht auf Ehe. Va Bene, Wien 2001 (Autobiographie).
- Rahner im Kreuz-Verhör. Das System Karl Rahners zuendegedacht. Borengässer, Bonn 2002.
- Die berühmtesten Mißverständnisse katholischen Glaubens. Borengässer, Bonn 2005; 2., ergänzte Auflage 2007.
- Zölibat als Gnade und als Gesetz. Hiersemann, Stuttgart 2013, ISBN 978-3-7772-1309-5 (Bernhard Lang: Rezension, Frankfurter Allgemeine Zeitung, 17. Juli 2013, S. 26; Andreas R. Batlogg: Rezension, Stimmen der Zeit, 12/2013, S. 853 f.).
- hrsg. mit Georg Denzler und Hans-Urs Wili: Internationale Bibliographie zum Priesterzölibat (1520–2014). Ein Findbuch für Recherche und Diskussion (= Beiträge zu Theologie, Kirche und Gesellschaft im 20. Jahrhundert. Bd. 27). Lit, Berlin/Münster 2015.